# وس اندرسن
وسلی ویلز اندرسن (انگلیسی: Wesley Wales Anderson؛ زادهٔ ۱ مه ۱۹۶۹) فیلم‌ساز آمریکایی است. فیلم‌های او تصویربرداری و شیوهٔ روایی منحصر به فردی دارند. برخی منتقدان اندرسن را مؤلف می‌دانند. نام سه فیلم او — خانواده اشرافی تننبام، قلمرو طلوع ماه و هتل بزرگ بوداپست — در نظرسنجی صد فیلم برتر قرن بیست و یکم بی‌بی‌سی در سال ۲۰۱۶ قرار گرفته‌اند.
اندرسن برای فیلم‌های نخستش منور (۱۹۹۶) و راشمور (۱۹۹۸) مورد تحسین قرار گرفت. او در آن زمان غالباً با برادران لوک ویلسون و اوون ویلسون همکاری می‌کرد و کمپانی تولیدی خودش را بنیان نهاد. او سپس برای فیلم خانواده اشرافی تننبام (۲۰۰۱) نامزد جایزه اسکار بهترین فیلم‌نامه غیراقتباسی شد. فیلم‌های بعدی او شامل زندگی در آب با استیو زیسو (۲۰۰۴)، دارجلینگ محدود (۲۰۰۷)، و نخستین فیلم استاپ‌موشن او، آقای فاکس شگفت‌انگیز (۲۰۰۹) بود که برای آن نامزد جایزه اسکار بهترین فیلم پویانمایی شد. او با قلمرو طلوع ماه (۲۰۱۲) برای دومین بار نامزد جایزه اسکار بهترین فیلم‌نامه غیراقتباسی شد.
او برای فیلم هتل بزرگ بوداپست (۲۰۱۴) نخستین نامزدی اسکارش در رشتهٔ بهترین کارگردانی را به‌دست‌آورد و برنده جایزه گلدن گلوب بهترین فیلم – موزیکال یا کمدی و جایزه بفتای بهترین فیلم‌نامه اصلی شد. کارهای بعدی او شامل دومین فیلم استاپ موشن او، جزیره سگ‌ها (۲۰۱۸) است که برای او خرس نقره‌ای برای بهترین کارگردان را به ارمغان آورد. در سال ۲۰۲۳، اندرسون چهار فیلم کوتاه بر اساس داستان‌های رولد دال ساخت که در نتفلیکس منتشر شد. نخستین فیلم کوتاه آن داستان شگفت‌انگیز هنری شوگر بود که جایزه اسکار بهترین فیلم کوتاه را دریافت کرد.

## زندگی و حرفه
اندرسن در هیوستون تگزاس به دنیا آمد. او فرزند دوم خانواده‌ای از طبقه متوسط است که همراه با دو برادرش در همان شهر زادگاهش بزرگ شد. اندرسون پس از آشنایی با اوون ویلسون همکاری با او را آغاز کرد و ۳ فیلم نخست خود را به نام‌های موشک شیشه‌ای، عجول و خانواده اشرافی تننبام با فیلم‌نامه‌هایی که با همکاری ویلسون نوشته بود، کارگردانی کرد. اندرسون در سال ۱۹۹۶ اولین فیلم بلند خود را با نام منور (موشک شیشه ای) ساخت که با وجود نقدهای مثبت منتقدین در گیشه شکست خورد. بعد از آن اندرسن در سال ۱۹۹۸ با ساخت راشمور (عجول) توانست به شهرت برسد. این فیلم داستان یک مثلث عشقی بسیار عجیب بین یک مرد ثروتمند و یک نوجوان پانزده ساله را روایت می‌کند و همین عجیب بودن آن توانست فیلم اندرسن را به خوبی نشان دهد. در سال ۲۰۰۱ فیلم خانواده اشرافی تننبام را ساخت که نامزدی اسکار بهترین فیلمنامه غیراقتباسی را برای او و ویلسون به ارمغان بیاورد.
او پس از آنکه از ویلسون فاصله گرفت، همکاری با یکی دیگر از دوستانش به نام نوآ بامباک را آغاز کرد. بامباک در نوشتن فیلم‌نامه فیلم‌های آقای فاکس شگفت‌انگیز و زندگی دریایی در کنار استیو زسیو با اندرسون همکاری کرد. اندرسون نیز تهیه‌کننده ماهی مرکب و نهنگ به کارگردانی بامباک بوده‌است.
در سال ۲۰۱۴ اندرسن تحسین شده‌ترین اثرش با عنوان هتل بزرگ بوداپست ساخت. فیلمی با طراحی صحنه و لباس خلاقانه که توانست در هشتاد و هفتمین دوره جوایز اسکار نامزد نه جایزه از جمله جایزه اسکار بهترین کارگردانی برای خود اندرسن شود و در آخر برنده چهار جایزه شد. اندرسن در زمینه انیمیشن هم فعالیت داشته و برای دو انیمیشن جزیره سگ‌ها و آقای فاکس شگفت‌انگیز نامزد جایزه اسکار بهترین پویانمایی شده‌است. در سال ۲۰۱۸ اندرسن برای انیمیشن جزیره سگ‌ها برنده خرس نقره ای بهترین کارگردان شد. این برای نخستین بار است که کارگردانی به خاطر کارگردانی یک انیمیشن این جایزه را کسب می‌کند.

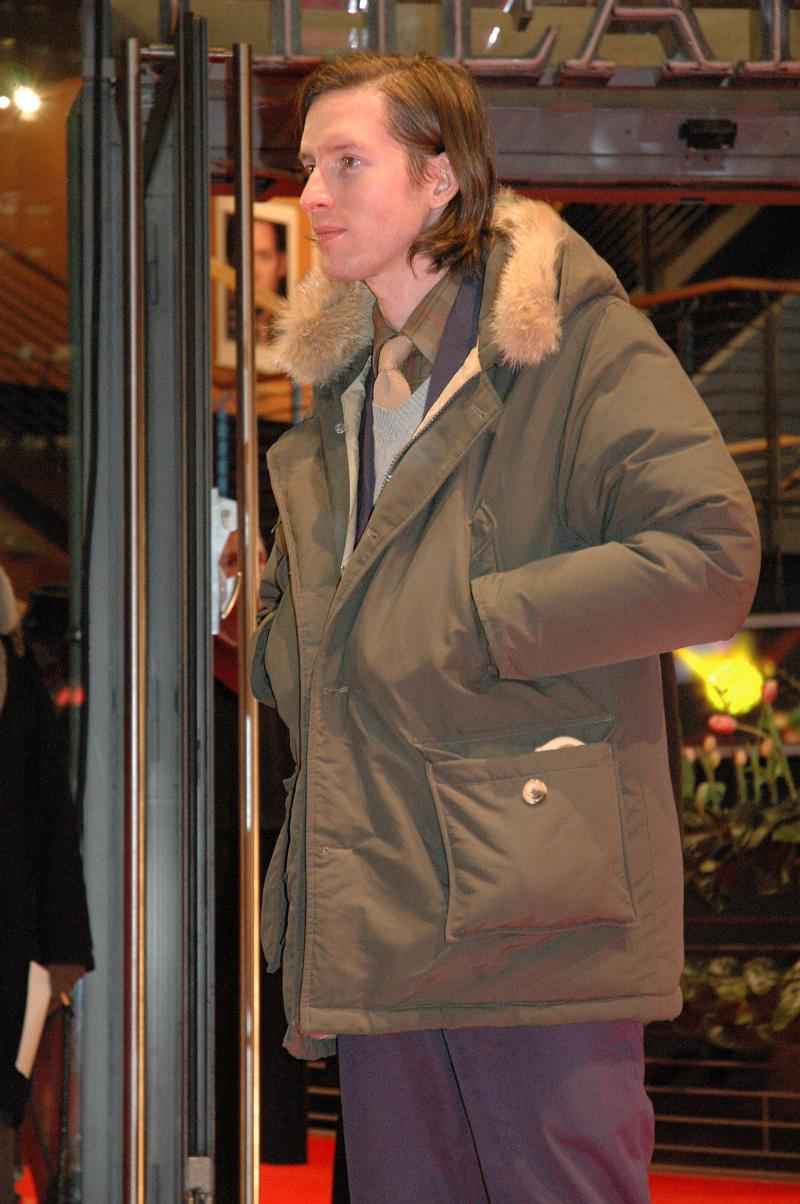
وس اندرسون در سال ۲۰۰۵

## سبک فیلمسازی

شرکت وس اندرسون در تماس عکاسی «هتل بزرگ بوداپست» در شصت و چهارمین جشنواره فیلم برلین در برلین

### فضای بصری
فیلم‌های وس اندرسون فضای فانتزی منحصر به فردی هستند. از ویژگی‌های مهم او ترکیب فرم فضاسازی فانتزی بصری و استفاده از رنگ‌بندی‌های صحنه‌ها و قاب‌بندی‌های مرکزی مشهور است.
اندرسون از رنگ‌ها و ترکیبات رنگی مختلفی در کارهایش استفاده می‌کند و هر صحنه مجموعه رنگ‌های مشخص و از پیش تعیین شده‌ای دارد. پالت رنگی اندرسون مثل سبک فیلمسازی‌اش تعمدی است. رنگ‌ها می‌تواند موجب برانگیخته شدن احساس مخاطبان و انتقال حس صحنه به آنها شود؛ مثلاً در فیلم هتل بزرگ بوداپست، اندرسون از رنگ‌ها برای نشان دادن حال و هوای هر دوره استفاده کرده‌است.
از دیگر ویژگی‌های آثار اندرسون استفاده از «لباس‌های شخصیت‌ها» است و اینکه هر شخصیت چطور باید به نظر برسد؛ مثلاً اگر از منظر روانشناسانه یک شخصیت باید لباسی سنتی به تن داشته باشد، پس لباس سنتی می‌پوشد.
وس اندرسون از سبک فیلمسازی‌اش می‌گوید:
«موقع ساخت هر فیلم اولین چیزی که به ذهنم می‌رسد این است که چطور صحنه‌ها را به جذاب‌ترین شکل مانند زندگی واقعی جلوه دهم و نکته دیگر اینکه چطور فضایی خلق کنم که مخاطب قبل از این آنرا تجربه نکرده باشد.»

## فیلم‌شناسی

### فیلم‌های اصلی
| سال  | عنوان                                       | کارگردان | نویسنده | تهیه‌کننده |
| ---- | ------------------------------------------- | -------- | ------- | --------- |
| ۱۹۹۶ | منور                                        | آری      | آری     | نه        |
| ۱۹۹۸ | راشمور                                      | آری      | آری     | اجرایی    |
| ۲۰۰۱ | خانواده اشرافی تننبام                       | آری      | آری     | آری       |
| ۲۰۰۴ | زندگی در آب با استیو زیسو                   | آری      | آری     | آری       |
| ۲۰۰۷ | دارجلینگ محدود                              | آری      | آری     | آری       |
| ۲۰۰۹ | آقای فاکس شگفت‌انگیز                         | آری      | آری     | آری       |
| ۲۰۱۲ | قلمرو طلوع ماه                              | آری      | آری     | آری       |
| ۲۰۱۴ | هتل بزرگ بوداپست                            | آری      | آری     | آری       |
| ۲۰۱۸ | جزیره سگ‌ها                                  | آری      | آری     | آری       |
| ۲۰۲۱ | گزارش فرانسوی                               | آری      | آری     | آری       |
| ۲۰۲۳ | استروید سیتی                                | آری      | آری     | آری       |
| ۲۰۲۴ | داستان شگفت‌انگیز هنری شوگر و سه داستان دیگر | آری      | آری     | آری       |
| ۲۰۲۵ | طرح فنیقی                                   | آری      | آری     | ن/م       |

تهیه‌کننده
- ماهی مرکب و نهنگ (۲۰۰۵)

تهیه‌کنندهٔ اجرایی
- اونجوری بامزه است (۲۰۱۴)
- گریختن (۲۰۱۷)

### به‌عنوان بازیگر
| سال  | عنوان                 | نقش                   | توضیحات      |
| ---- | --------------------- | --------------------- | ------------ |
| ۱۹۹۶ | منور                  | مسافر در اتوبوس       | حضور افتخاری |
| ۱۹۹۸ | راشمور                | دانش‌آموز              | حضور افتخاری |
| ۲۰۰۱ | خانواده اشرافی تننبام | مفسر مسابقه تنیس      | حضور افتخاری |
| ۲۰۰۹ | آقای فاکس شگفت‌انگیز   | استن راسو             | صداپیشه      |
| ۲۰۱۶ | آواز                  | دانیال / صداهای اضافی | صداپیشه      |

### فیلم‌های کوتاه
| سال  | عنوان                      | کارگردان | نویسنده | توضیحات                                         |
| ---- | -------------------------- | -------- | ------- | ----------------------------------------------- |
| ۱۹۹۴ | موشک بطری                  | آری      | آری     | فیلمبرداری در سال ۱۹۹۲ ، منتشر شده در سال ۱۹۹۴. |
| ۲۰۰۷ | هتل شوالیه                 | آری      | آری     | دیباچه به دارجلینگ محدود                        |
| ۲۰۱۲ | آیا دوست داری بخوانی؟      | آری      | آری     | کوتاه تبلیغاتی برای قلمرو طلوع ماه              |
| ۲۰۱۲ | قلمرو طلوع ماه             | آری      | آری     | کوتاه تبلیغاتی برای قلمرو طلوع ماه              |
| ۲۰۲۳ | داستان شگفت‌انگیز هنری شوگر | آری      | آری     | از داستان کوتاهی به قلم رولد دال                |
| ۲۰۲۳ | سم                         | آری      | آری     | از داستان کوتاهی به قلم رولد دال                |
| ۲۰۲۳ | شکارچی موش                 | آری      | آری     | از داستان کوتاهی به قلم رولد دال                |
| ۲۰۲۳ | قو                         | آری      | آری     | از داستان کوتاهی به قلم رولد دال                |

### آگهی تجاری
| سال  | عنوان                                      | کارگردان | نویسنده | کمپانی        | توضیحات                              |
| ---- | ------------------------------------------ | -------- | ------- | ------------- | ------------------------------------ |
| ۲۰۰۴ | American Express: My Life, My Card         | آری      | آری     | امریکن اکسپرس | Starring Wes Anderson as himself     |
| ۲۰۰۸ | Softbank                                   | آری      | نه      | گروه سافت‌بنک  | Japanese commercial filmed in France |
| ۲۰۱۰ | Stella Artois: Apartomatic                 | آری      | نه      | استلا آرتوا   | Co-directed with رومن کوپولا         |
| ۲۰۱۲ | Made of Imagination                        | آری      | نه      | سونی اکسپریا  | Stop-motion animation                |
| ۲۰۱۳ | Prada: Candy                               | آری      | نه      | پرادا         | Co-directed with رومن کوپولا         |
| ۲۰۱۳ | Castello Cavalcanti                        | آری      | آری     | پرادا         |                                      |
| ۲۰۱۶ | Come Together: A Fashion Picture in Motion | آری      | آری     | اچ اند ام     |                                      |